# Lèlaps

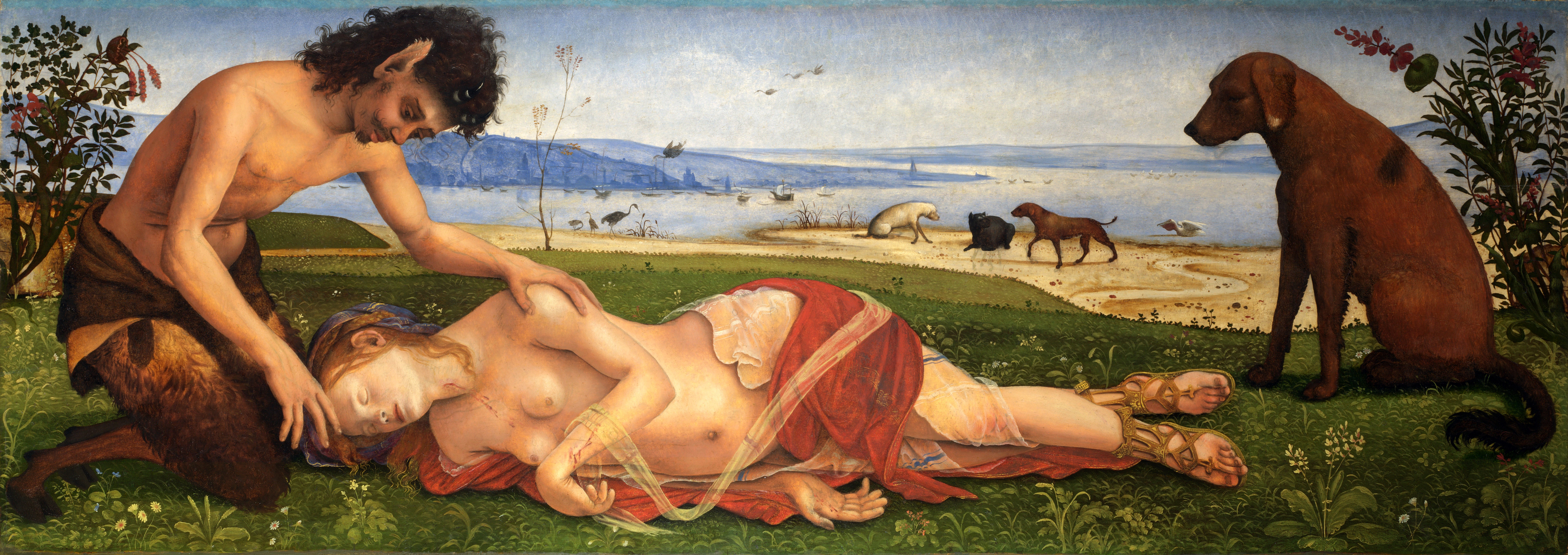
La Mort de Procris amb Lèlaps a la dreta

Segons la mitologia grega, Lèlaps (en grec antic: Λαῖλαψ, 'vent de tempesta'; llatí: Laelaps) era un gos llegendari que sempre agafava la presa quan caçava. Fou un regal que Zeus donà a Europa que després passà al seu fill Minos. Ell el regalà a Procris, i després fou de Cèfal. En una altra versió, Àrtemis regalà el gos directament a Procris.

## Versió d'Antoní Liberal i Apol·lodor
Segons Antoní Liberal i la Biblioteca d'Apol·lodor, el gos fou un regal de Minos a Procris que rebé quan li oferí la seva ajuda: Minos tenia el problema que ejaculava serps, escorpins i aranyes que es cruspien els genitals de les seves amants, i Procris aconseguí ajudar-lo introduint una bufeta de cabra al sexe de Pasífae, la dona de Minos. Així doncs, el rei abocava les bestioles a la bufeta i podia realitzar l'acte sexual amb Pasífae. A la versió d'Apol·lodor, Procris donà a Minos un beuratge perquè res no el damnés, i després s'hi allità. A canvi de l'ajuda, Minos li regalà el gos Lèlaps i una javelina que mai no errava en el blanc.
Cèfal, l'home de Procris, obtingué més tard Lèlaps i la javelina i decidí de fer servir el gos per caçar la guineu teumèsia, que mai no podia ser atrapada. Això va provocar una paradoxa: un gos que sempre atrapava la seva presa i una guineu que no podia ser atrapada. La persecució va perllongar-se durant cert temps fins que Zeus, perplex pel destí contradictori, transformà tots dos animals en pedra.
El mite de Cèfal i Procris acabà amb la traumàtica mort de Procris.